# Anphira junki
Anphira junki is een pissebed uit de familie Cymothoidae. De wetenschappelijke naam van de soort is voor het eerst geldig gepubliceerd in 2003 door Araujo & Thatcher.